# 郁綸
郁綸（1421年—？），字理之，山東濟南府德州人，軍籍，明朝政治人物。進士出身。

## 生平
山東鄉試第十七名。景泰五年（1454年）甲戌科會試第六十名，殿試登進士第三甲第四十六名。

## 家族
曾祖郁顯忠。祖父郁從善。父亲郁煥章，曾任教諭。